# Time (pel·lícula de 2006)
Time (타임, Sigan) és el tretzè llargmetratge del director sud-coreà Kim Ki-duk. Es va estrenar al Festival Internacional de Cinema de Karlovy Vary el 30 de juny de 2006.

## Argument
Seh-hee i Ji-woo (Ha Jung-woo) són una parella jove als dos anys de la seva relació. Tot i que mai actua segons els seus impulsos, Ji-woo té una mica d'ull errant i Seh-hee està intensament gelosa i té por que la Ji-woo aviat perdi l'interès i la deixi. Creient que Ji-woo està avorrit de veure el mateix, avorrint-la tot el temps, Seh-hee pren mesures dràstiques, deixant-lo sense previ avís i fent-se una cirurgia estètica dràstica, prenent una cara nova, que espera utilitzar per tornar-lo a conquistar, sota una identitat assumida, un cop s'ha curat. Però quan Ji-woo mostra interès en aquesta Seh-hee nova i "millorada" (Sung Hyun-ah), només provoca més dubtes i odi sobre si mateixa. Al cap i a la fi, potser estimarà la noia "nova", però això vol dir que ha rebutjat la vella? La Seh-hee està completament atrapada en les seves pròpies inseguretats, una situació que fa que Ji-woo prengui accions dràstiques.

## Repartiment
- Ha Jeong-woo : Ji-woo
- Park Ji-Yeon : Seh-hee abans de la cirurgia
- Seong-min Kim : el cirurgià
- Sung Hyun-ah : See-hee (no acreditada)

## Producció
Els llocs de rodatge inclouen Parc escultòric Baemikkumi a Corea del Sud.

## Recepció
Dels 34 crítics que van comptar amb Rotten Tomatoes, el 76% va valorar positivament Time, amb el consens dels crítics: "Una història d'amor i cirurgia plàstica, la pel·lícula inquietant de Kim Ki-Duk és alhora còmica i inquietant." La pel·lícula té un 73/100 a Metacritic.
| Any  | Premi                                       | Categoria                          | Destinataris | Resultat  |
| ---- | ------------------------------------------- | ---------------------------------- | ------------ | --------- |
| 2006 | Festival Internacional de Cinema de Chicago | Competició Internacional de Cinema | Time         | Guanyador |
| 2006 | Festival de Sitges                          | Millor pel·lícula                  | Time         | Nominat   |
| 2006 | Festival de Sitges                          | Millor maquillatge                 | Jin Jang     | Guanyador |
| 2006 | 2n Festival de Cinema de Pyeongtaek         | Millor actor New Currents          | Ha Jung-woo  | Guanyador |
| 2007 | 27è Fantasporto                             | Millor actor                       | Ha Jung-woo  | Guanyador |